# 博多·比特纳
博多·比特纳（德語：Bodo Bittner，1940年2月2日—2012年9月23日），德国前男子雪车运动员。他曾代表西德参加1976年冬季奥林匹克运动会雪车比赛，联同沃尔夫冈·齐默勒、彼得·乌茨施奈德和曼弗雷德·舒曼获得男子四人铜牌。